# Kénôse
Kénôse (französische Übertragung des griechischen κένωσις Kenosis) ist eine EP der französischen Black-Metal-Band Deathspell Omega aus dem Jahr 2005. Ihr liegt ein 40-seitiges, in vier Sprachen (Englisch, Französisch, Deutsch sowie Latein) gehaltenes Heft mit Texten und Illustrationen bei. Die EP setzt den auf dem Album Si monvmentvm reqvires, circvmspice beschrittenen Weg des avantgardistischen Black Metal fort und wird von der Band als Appendix des Albums und seiner theologisch-philosophischen Hauptthematik angesehen.

## Titelliste
1. I – 15:46
2. II – 11:25
3. III – 9:09

## Musikstil
Der stark skandinavisch beeinflusste Stil der Frühwerke ist auf Kénôse „kaum noch existent“; ein „stark todesbleilastiger Klang geht mit - beinahe verstimmt klingenden - Gitarren einher, von alles übertönender, wahnwitziger, Raserei (welche für Marduk möglicherweise bloßes Wunschdenken darstellt) bis zu langsamen Teilen, die sich, einer drohenden Gewitterwolke gleich, über den Hörer auszubreiten scheinen“. Kénôse ist „einen Tick wirrer und chaotischer strukturiert“ als Si monvmentvm reqvires, circvmspice. Neben schnellen und komplexen Strukturen mit schnell wechselnden Rhythmen, die zunächst „eigenwillig“ und „seltsam wirken“, finden sich auch „ruhigere und klarere Passagen samt sanfter Akustikgitarre“. In der chaotischen Musik sind die Liedstrukturen für den Hörer mitunter erst nach einigen Durchgängen erkennbar.

## Texte
Im Text wird die Kenosis, Jesu Christi Verzicht auf göttliche Attribute bei der Menschwerdung, als dessen Degradierung bezeichnet. Durch die Annahme der Menschlichkeit und simultane Okkultation der Göttlichkeit ist Jesus, so die Aussage der Band, abgefallen. Die Kenosis ist eine gefährliche Theorie, die Gott aller Attribute beraubt und das erschütterte Universum mit Tod und Fäulnis erfüllt. Leer geworden, gibt er leeren Fragestellern leere Antworten und Antworte gemäß der Leere des Menschen. Die Aura Gottes ist nur noch leer und schwach. Besonders nun, in Gottes Abwesenheit, soll der Mensch ängstlich und zitternd für seine eigene Rettung arbeiten („Therefore, my beloved, as you have always obeyed, not only in my presence, but so much more now in my absence, work out your own salvation with fear and trembling…“ (Phil 2,12 ), wobei die Wortwahl Deathspell Omegas hier mit keiner gängigen englischen Bibelübersetzung exakt übereinstimmt).
Daher ehrt Gott das Schwert, das er seine eigene Ordonnanz nennt. Hängen, Folter, Enthauptungen, Morde und Kämpfe sind Sein Werk und Seine Urteile. Der Menschensohn Jesus inthronisiert den Krieg als Form göttlicher Vergeltung, heiligt ihn als Agenten göttlicher Vorsehung.
Der Mensch ist verloren zwischen der restriktiven Kraft Kains und der expansiven Kraft Abels. Er fällt von seiner in der Mitte gelegenen Position zwischen Engel und Bestie, wenn er sich weigert, ein ihm überlegenes Wesen zu verlangen. Adams Abfall ins Materielle und die Trennlinie zwischen den Erlösten und den Verdammten werden als hinterfragbar bezeichnet. Wer das Schlechtere aus dem Universum eliminierte, würde damit die Vorsehung selbst eliminieren. Der Hörer wird zum Hinterfragen der Muster des prophetischen Modus und der Wahrnehmung beider Seiten des Göttlichen aufgefordert.
Der einzige Weg zur Erlösung durch Gott ist, sich schmähen und verspotten zu lassen. Die verbotene Frucht hingegen bietet das größte Potential, unendliches Wissen anzubieten. Der Text wirft die Frage auf, ob das Streben nach Perversität nicht nur eine Maske auf der Suche nach Sinn und Wissen sei.
Der Drache, der als Satan oder der Teufel bekannt ist, wird auf die Erde geworfen („Et proiectus est draco ille magnus serpens antiquus qui vocatur Diabolus et Satanas qui seducit universum orbem proiectus est in terram et angeli eius cum illo missi sunt.“ (Offb 12,9 )). Die Frage, ob das Streben nach Perversität nicht nur eine Maske auf der Suche nach Sinn und Wissen sei, wird wiederholt; der reinste Holocaust soll von einer liebenden Hand ausgehen, unwissend, ob sie Glückseligkeit oder die abscheulichste der ewigen Qualen brachte. Das gegenüber dem strahlenden Licht der Wahrheit blinde Opfer wiederholt stotternd: lamma sabacthani (Jesu letzte Worte, ‚warum hast du mich verlassen?‘, in aramäischer Sprache eigentlich לְמָה שְׁבַקְתָּנִי lema schewaktani oder ܠܡܵܢܵܐ ܫܒܲܩܬܵܢܝ lmana schwaktan, in die Koinē übertragen λαμμα σαβαχθανι lamma sabachthani beziehungsweise λαμα σαβαχθανι lama sabachthani).

## Gestaltung
Neben Illustrationen finden sich im Beiheft vor und nach den eigentlichen Liedtexten sowie in diese eingeschoben englische, lateinische, deutsche und französische Aussagen, die nicht gesungen werden. Dabei handelt es sich um den Gebetsruf zur Kreuzverehrung am Karfreitag („Ecce lignum Crucis, in quo salus mundi pependit.“, ohne den Zusatz: „Venite adoremus“) und Zitate von Léon Bloy („Le fond de ma pensée est que dans ce monde en chute toute joie éclate dans l’ordre naturel et toute douleur dans l’ordre divin.“, „L’Esprit du Seigneur ne Se promène pas seulement dans les cimetieres. Ceux qui Le connaissent peuvent Le rencontrer partout, fût-ce en enfer, er Il dit Lui-même que le feu marche devant Sa Face!“), Louis Claude de Saint-Martin („Nous n’avons pas d'autre moyen que la douleur pour sentir notre propre existence spirituelle et divine; nous n’en avons pas d’autre pour la fair sentir à nos semblables.“) und aus der Vulgata („Si non credideritis, non intelligetis“ (Jes 7,9 ), „Et vestitus erat veste aspersa sanguine.“ (Offb 19,13 )) zitiert. In deutscher Sprache zu lesen sind die Aussagen „Du wirfst mich in den Moderstaub des Todes“ und „Qual und Tod bringt dieser Sang, der ihn bestürmt, sein Herz zerreißt, Sinne zerstört…“, in englischer Sprache die Frage „May Repentance be nothing more than a mask for algolagnia?“ und das (erneut mit keiner gängigen englischen Bibelübersetzung exakt übereinstimmende) Bibelzitat „And we have the prophetic word made more sure you will do well to pay attention to this as a lamp shining in a dark place, until the day dawns and the morning star rises in your hearts“ (2 Petr 1,19 ).

## Rezeption
Andrei Slavescu von Metal1.info bezeichnete Kénôse als „ein interessantes, innovatives sowie vielseitiges Album“, welches er „jedem ans Herz legen möchte, der sich für avantgardistischen Schwarzmetall begeistern kann“. Hellcommander666 von Metalstorm lobte das Album als „nahezu unbeschreiblich“ und als „Black Metal Orkan, wie man ihn in diesem Genre nur selten hört“. Die Band verarbeite auf dem Album „mehr Ideen als manche Black Metal Bands [sic.] in ihrer gesamten Laufbahn“. Es sei „überhaupt nicht mit anderen Black Metal Alben vergleichbar, es ist etwas vollkommen Neues, hörbarer Wahnsinn, kombiniert mit unglaublich starkem Songwriting“. Dass Deathspell Omega Wert auf Technik lege und es der Band dennoch gelinge, Atmosphäre aufzubauen, bezeichnete er als „Meisterleistung, die viele Bands, gerade aus diesem Genre, nicht bewerkstelligen können“. Die Band habe sich „mit diesem Album an die Spitze eines ganzen Genre katapultiert“. A.K. von Sputnikmusic hingegen kritisierte, durch die Fokussierung auf Dissonanz und Hässlichkeit werde die Musik schnell langweilig; mit typischen Black-Metal-Texten und Corpsepaint-Bildern wäre das Album vermutlich mittelmäßig. Er rechnete der Band jedoch einige wenige interessante Passagen positiv an, etwa die Kirchenchöre oder interessante Kombinationen von Instrumenten.  Franziska von undergrounded.de schrieb, man müsse „die Platte mehrmals hören um zu erkennen, dass sich die Instrumente mit dem variablen, meist gebrüllten, Gesang eins zu eins in die sehr raue und druckvolle aber dennoch sehr Black Metal typische Produktion einfügen“; die Band habe „mit ‚Kénôse‘ jedenfalls keinen Einheitsbrei gekocht“. Sie bewertete das Album mit 7,5 von 10 Punkten.